# Bezded, Sălaj
Bezded este un sat în comuna Gârbou din județul Sălaj, Transilvania, România. Satele Bezded, Cernuc și Solomon sunt pomenite începând cu anul 1336, respectiv: BEZDED  – Bezdedteluk, CERNUC  – Curnuk, SOLOMON  – Salamonteluk.

## Personalități
- Alexandru Papiu Ilarian, unul din cei mai de seamă militanți pașoptiști pentru libertățile democratice.
- Om politic, jurist și istoric, s-a născut în satul Bezded, în anul 1828, și deși, tânăr, devine unul dintre conducătorii revoluției de la 1848-1849 a românilor din Transilvania. Militant pentru eliberarea socială și națională a poporului român, pentru interesele fundamentale ale maselor, animat de idei înaintate, el este un fervent susținător al unirii principatelor și al domnitorului Alexandru Ioan Cuza. Preocupat de trecutul poporului român, publică: Istoria românilor din Dacia Superioară – în două volume (1851-1852) și apoi Tezaurul de monumente istorice pentru România, în trei volume.
- Între anii 1855-1858 este profesor de drept roman și penal, de statistică și istorie universală la Universitatea din Iași. Domnitorul Ioan Cuza îl numește jurisconsultul Moldovei (1860), procuror la Curtea de Casație din București (1862) și ministru al Justiției în guvernul României (1863). Dând glas stării de spirit și bucuriei generale din acei ani de însemnătate istorică pentru întreaga națiune, revoluționarul și eruditul învățat Alesandru Papiu Ilarian spunea: Românii din Transilvania, în împrejurările de față, numai la Principate privesc, numai de aici așteaptă semnul, numai de aici își văd scăparea. Când s-a ales Cuza domn, entuziasmul la românii din transilvania era poate mai mare decât în Principate. Un discurs bine cunoscut este și cel despre Viața, operele și ideile lui George Șincai, discurs pronunțat în anul 1869, când Papiu Ilarian a fost ales membru al Societății Academice Române. Din însărcinarea Academiei, s-a ocupat de elaborarea unui dicționar al limbii române, editează operele cronicarilor, alcătuiește monografii, proiectează de fapt, elaborarea unei vaste opere de tipărire a cărților de aur ale culturii românești.
- Intelectual de o formație solidă și patriot înflăcărat, Papiu Ilarian se stinge din viață, la București, în anul 1878, după o grea și lungă suferință.

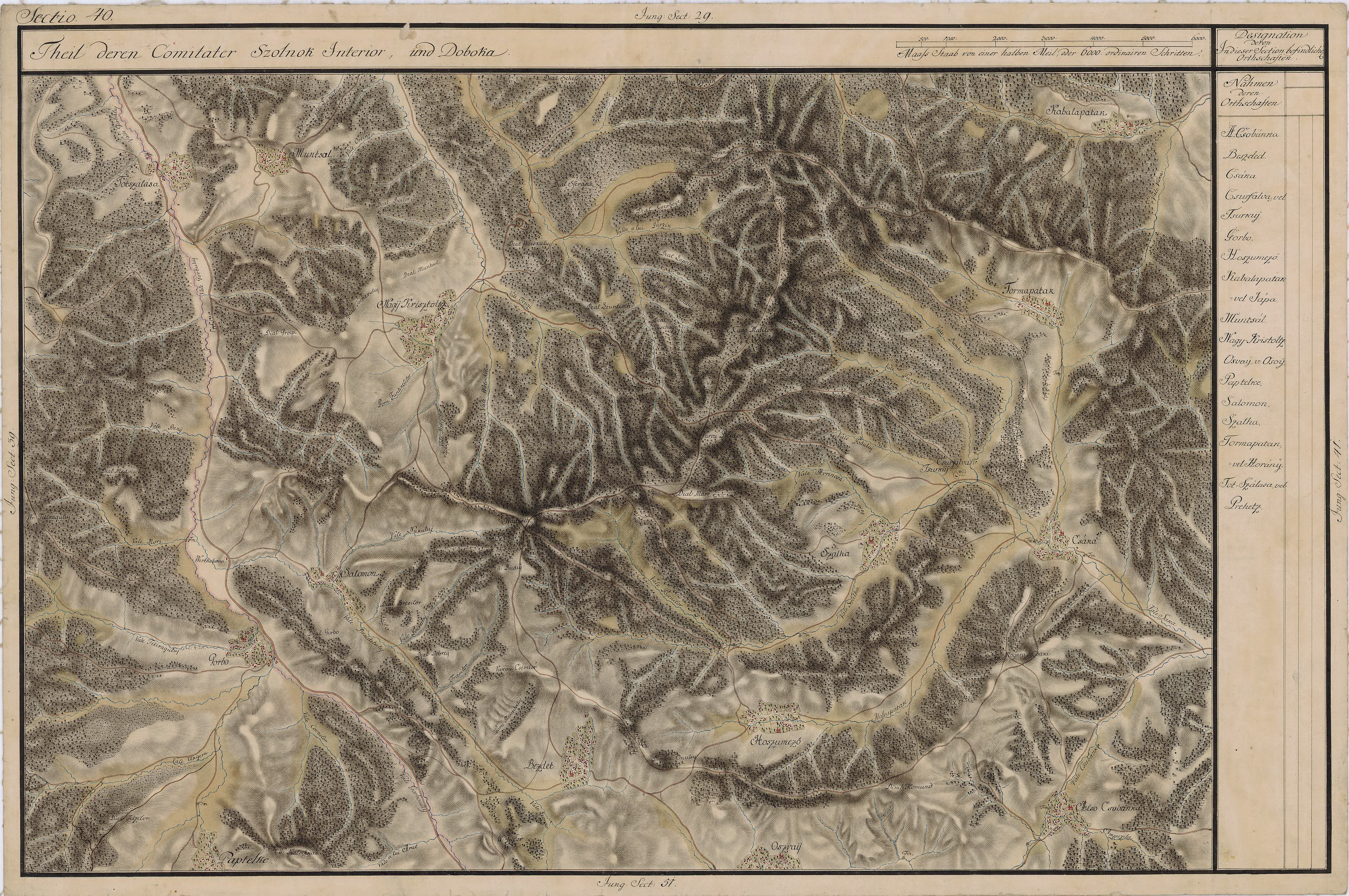
Bezded în Harta Iosefină a Transilvaniei, 1769-1773

1. ↑  Biblioteca Județeană I.S. Bădescu Sălaj (2013). Sălaj - Ghidul localităților. Zalău. pp. 154–155.
2. ↑  Godea, Ioan (1978). Momumente istorice bisericești din Eparhia Oradiei. Oradea. p. 252 - 253.